# Protodiaspis lobata
Protodiaspis lobata är en insektsart som beskrevs av Ferris 1920. Protodiaspis lobata ingår i släktet Protodiaspis och familjen pansarsköldlöss. Inga underarter finns listade i Catalogue of Life.